# 僕の世界の中心は
『僕の世界の中心は』（ぼくのせかいのちゅうしんは、Die Mitte der Welt）は2016年のドイツ・オーストリアの青春映画。
監督はヤーコプ・M・エルヴァ、出演はルイス・ホフマンとヤニク・シューマンなど。
ドイツの児童文学界の著名な作家アンドレアス・シュタインヘーフェルによるヤングアダルト小説を原作とし、風変わりな家族と暮らす少年がイケメンの転校生と運命の恋に落ちるなど、ひと夏に味わう体験を描いている。
原題『Die Mitte der Welt』はドイツ語で「世界の中心」の意味。なお、英題は『Center of My World』。
日本では2017年7月に開催された「第26回レインボー・リール東京～東京国際レズビアン&ゲイ映画祭～」で初上映されたのち、2021年10月から開催された「のむコレ'21」で上映された。

## ストーリー
17歳のゲイの少年フィルは、母グラスと双子の姉ダイアンと3人で暮らしている。10代で双子を産み、自由奔放で町の人からは変わり者と見られているグラスは恋多き女性で、これまで数多くの男性と交際していたが、フィルとダイアンの父親については決して明かそうとはしない。そんなグラスをフィルは受け入れていたが、ダイアンは反感を抱いている。
新学期が始まり、フィルと異性の親友カットのクラスにイケメンの転校生ニコラスがやってくる。ニコラスに一目惚れしたフィルは、カットに忠告されながらも、ニコラスを目で追うようになる。そしてある日、ニコラスはフィルを誘惑し、2人は結ばれて交際が始まる。しばらくして、そこにカットが加わり、3人で楽しい日々を過ごすようになる。こうして交際を続ける中でフィルはニコラスへの想いを募らせていくが、ニコラスが自分のことを本当はどう思っているのか気にするようになる。そんなある日、フィルはニコラスとカットがセックスしているところを目撃してしまう。激しいショックを受けたフィルにニコラスは、フィルもカットもどちらも自分にとって必要な存在だと訴えるが、フィルはニコラスをカットと共有する気はないと言い捨て、ニコラスと別れる。
傷心のフィルは家を出て、近所に暮らす家族同然の女性テレザの家に引きこもる。しばらくしてテレザの説得もあって家に戻ったフィルは、かねてより母グラスと険悪な仲にあった姉ダイアンが家を出たことを知る。この事態に、フィルはダイアンに詰め寄り、母との間に何があったのかを聞き出す。10歳の頃、グラスが交際していたカイルという男性に懐いていたダイアンはカイルに父親になってほしいと願っていたが、それまでの交際男性と同様に、グラスがカイルを家から追い出したことでダイアンはグラスに恨みを抱くようになる。そんな中でグラスが妊娠したことを知ったダイアンは、グラスに母親になる資格はないと考え、堕胎薬としても使える薬草を密かにグラスに飲ませ、流産させて死にかけさせたのである。この事実をダイアンは何年も隠していたが、それをグラスに明かし、家を出たのである。ダイアンの告白にショックを受けたフィルだったが、そんな姉を説得し、彼女を家に連れて帰る。
新年を迎え、フィルはアメリカに行くことになる。フィルは子供の頃から実の父親がアメリカに住んでいると信じており、アメリカという国に漠然と憧れを抱いていたのである。出発の前夜、フィルはグラスに自分の父親について尋ねる。素晴らしい人だったが、繊細すぎて、とても一緒に暮らすことはできないと考えるようになり、自ら別れを決めたことをグラスは初めて明かす。しかし、フィルが名前を尋ねても、それだけは言おうとしない。翌朝、駅で家族に見送られ、列車に乗ろうとするフィルにグラスは何かを耳打ちする。その内容は明らかにされない（父親の名前であることが示唆される）が、フィルは晴れやかな顔で列車に乗って旅立つ。

## キャスト
※括弧内は日本語吹替
- フィル: ルイス・ホフマン（ドイツ語版）（蒼井翔太） - ゲイの少年。17歳。
- ニコラス: ヤニク・シューマン（ドイツ語版）（森川智之） - 転校生。
- カット: スヴェニア・ヤング（ドイツ語版）（高宮彩織） - フィルの親友の同級生。校長の娘。
- グラス: ザビーネ・ティモテオ（笹島かほる） - フィルの母親。シングルマザー。
- ダイアン: アダ・フィリーネ・スタッペンベック（ドイツ語版）（北村さちこ） - フィルの双子の姉。
- テレザ: インカ・フリードリヒ（ドイツ語版）（浅井晴美） - 近所に住む中年女性。フィルにとって家族同然の存在。
- マイケル: サッシャ・アレクサンダー・ゲアサク（ドイツ語版）（菊池康弘） - グラスの新しい恋人。大工。
- パスカル: ニーナ・プロル（ドイツ語版）（加藤美佐） - テレザの同性のパートナー。
- カイル: クレメンス・レーバイン（ドイツ語版）（庄司　然） - フィルが子供の頃のグラスの恋人。
- ヘンデル先生: トマス・ゴリツキ（ドイツ語版）

## 作品の評価
Rotten Tomatoesによれば、6件の評論の全てが高評価で、平均点は10点満点中6.6点となっている。